# Новая Жизнь (Добринский район)
Но́вая Жизнь — деревня Добринского района Липецкой области России. Входит в состав Хворостянского сельсовета.

## География
Деревня расположена в 25 км к северо-западу от Добринки, в 52 км к юго-востоку от Липецка и примыкает к северо-западной окраине посёлка Хворостянка (в посёлке находится ж.-д. станция Хворостянка Юго-Восточной железной дороги).
Название связано с надеждами на начало новой жизни, которые были принесены событиями осени 1917 года.

## Население
| 2010 |
| ---- |
| 27   |